# Else Lasker-Schülerová
Else Lasker-Schülerová (11. února 1869 – 22. ledna 1945) byla německy píšící židovská básnířka a dramatička, spojená s expresionistickým hnutím.

## Biografie
Narodila se ve Wuppertalu, její rodiče, Jeanette Schülerová a bankéř Aaron Schüler, byli výraznou inspirací pro její pozdější dílo, zejména dramatické. V roce 1894 se vdala za lékaře Bertholda Laskera (bratra slavného šachisty Emanuela Laskera), přestěhovali se do Berlína. V roce 1899 se jí narodil syn Paul, v témže roce také publikovala své první básně. V roce 1902 publikovala básnickou sbírku Styx. V roce 1903 se rozvedla a o několik měsíců později si vzala Georga Lewina. Začala publikovat prózy a básně, postupně se stala jednou z nejdůležitějších básnířek expresionistického hnutí. V roce 1913 navázala milostný vztah s básníkem Gottfriedem Bennem, kterému věnovala celou řadu básní. Velmi ji zasáhla smrt syna Paula v roce 1927. Po nástupu nacismu byla jako Židovka perzekvována, emigrovala do Švýcarska a v roce 1934 do Palestiny. V roce 1938 ztratila německé občanství, válku přečkala v Jeruzalémě, kde vydala svou poslední básnickou sbírku Mein blaues Klavier, se stejnojmennou úvodní básní Můj modrý klavír. Její zdraví se zhoršovalo, v roce 1945 zemřela na infarkt. Je pohřbena na Olivetské hoře.
Lasker-Schülerová patří k nejoceňovanějším básníkům expresionistického hnutí, napsala celou řadu básní a několik divadelních her, některé sama ilustrovala. Jejím nejvýznamnějším dramatem je hra Die Wupper (1908). Její básně se z typu expresionistické poesie v mnohém vymykají, například častým využíváním prvků milostné poesie (které se expresionisté jinak často vyhýbají). Dalším neobvyklým prvkem jejích básní je náboženské ladění, často hraničí až s modlitbou, Lasker-Schülerová často využívá biblické a orientální motivy, její básně jsou formálně uvolněné, myšlenkově ale velmi hluboké a intenzivní. Nevyhýbala se ani jazykovým experimentům.

## Fotogalerie

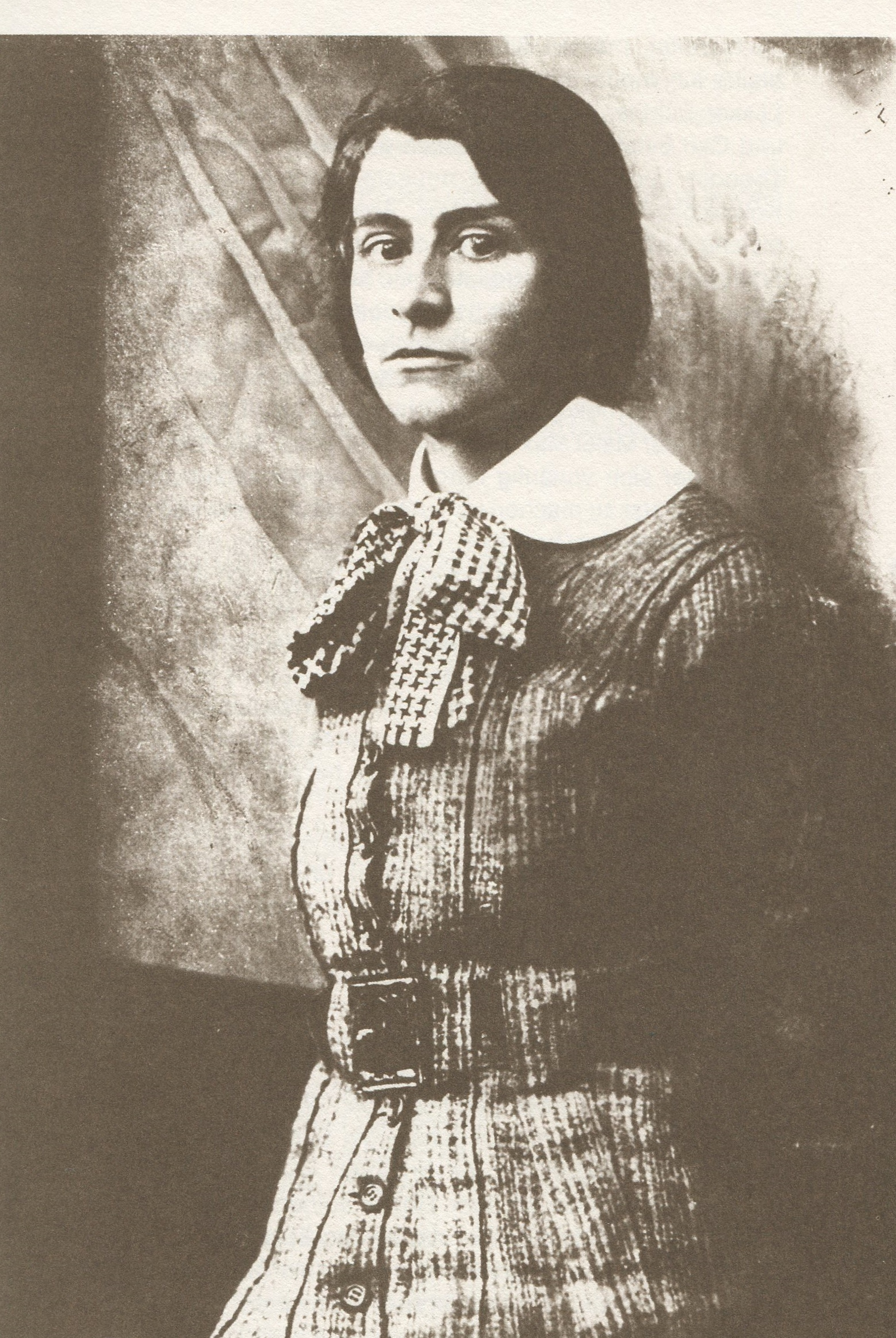
Else Lasker-Schüler (1907)
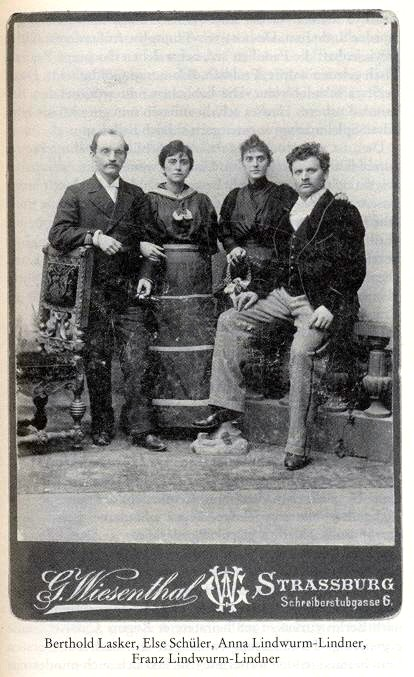
Else Lasker-Schüler (druhá zleva) vedle svého manžela Bertholda Laskera (první zleva)
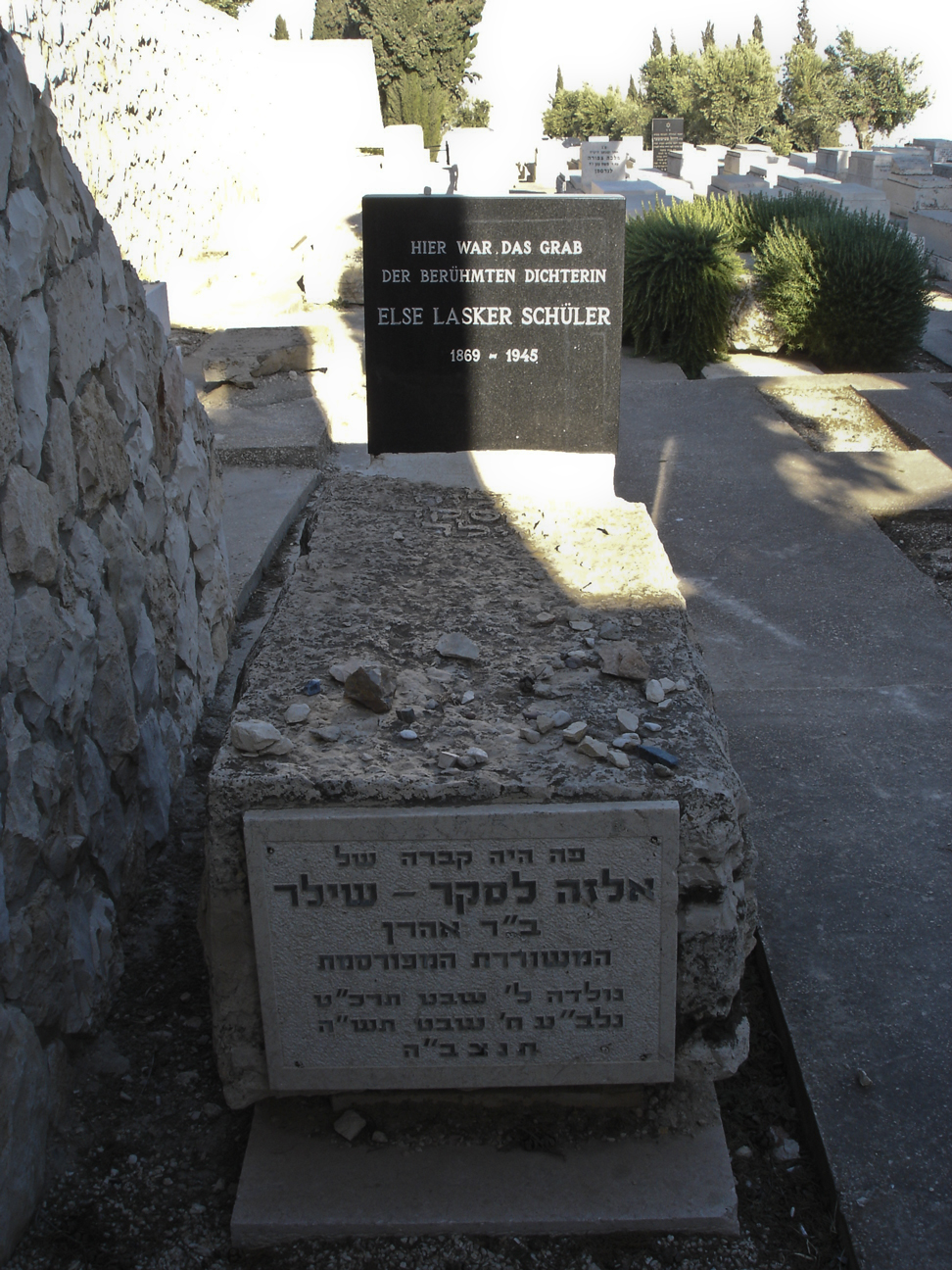
Její hrob v Jeruzalému
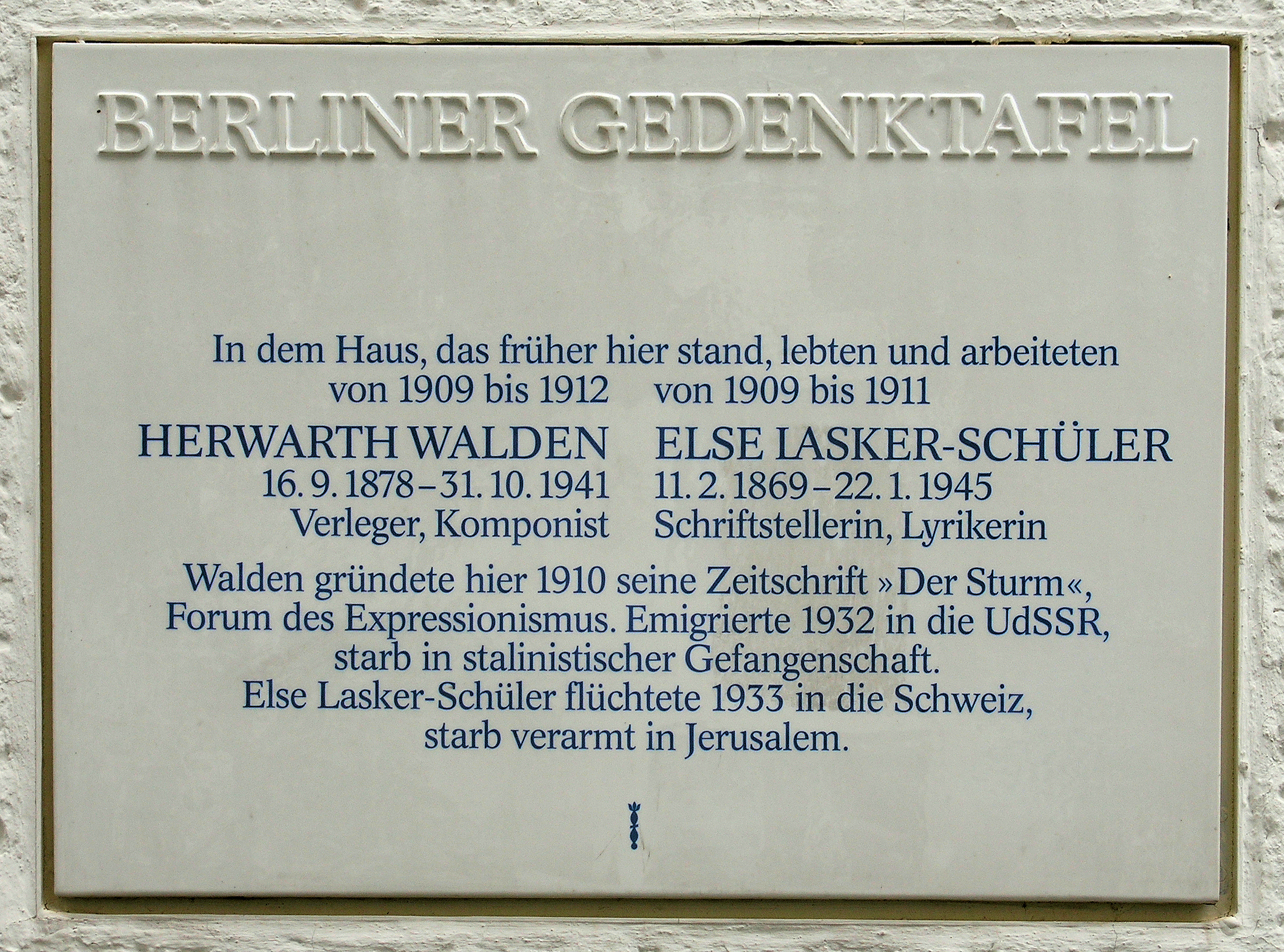
Pamětní deska v Berlíně (Katharinenstraße 2, Berlin-Halensee)
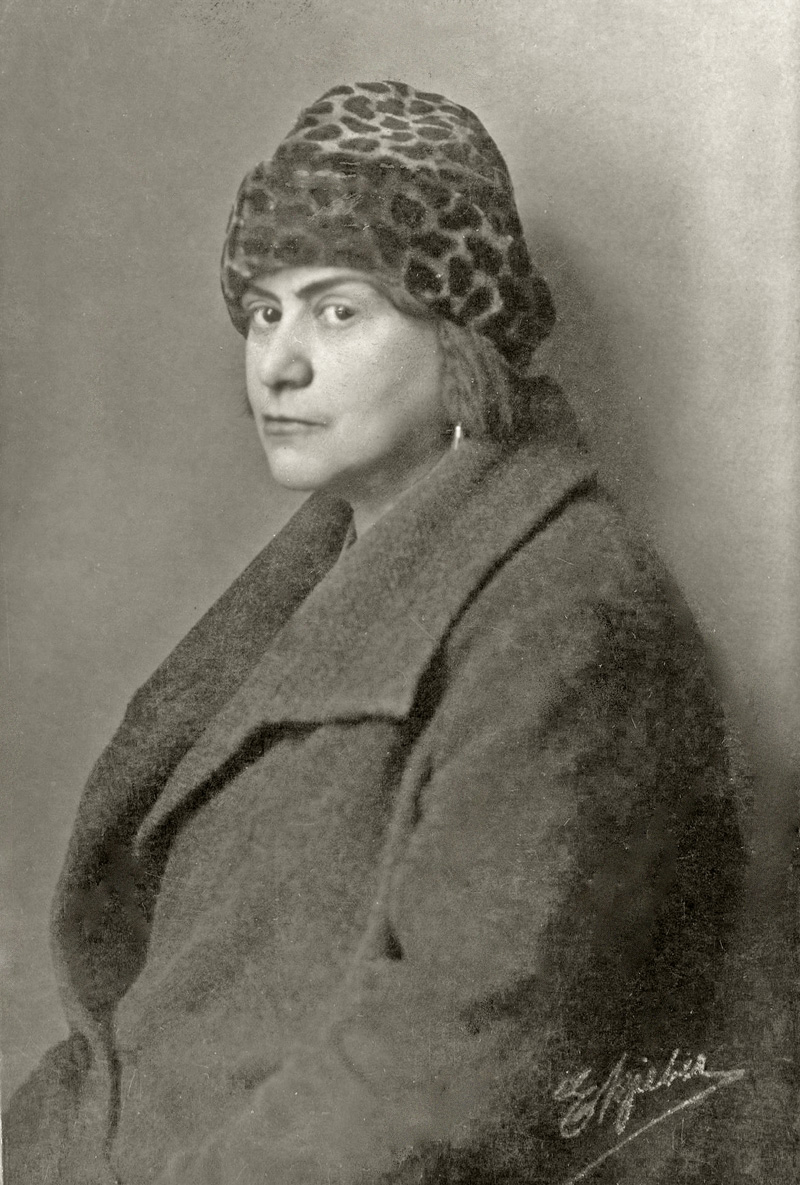
Schüler-Lasker, Else. Die gesammelten Gedichte. (1917)
- Else Lasker-Schüler, 1919